# Титкова, Ольга Васильевна
Ольга Васильевна Титкова (26 августа 1941, Новосибирск — 11 февраля 2025, Новосибирск) — советская и российская театральная актриса и педагог, народная артистка России (2004).

## Биография
Родилась 26 августа 1941 года в Новосибирске. Выросла в художественной среде. Её отец Василий и дядя Иван Титковы — художники, сестра Рита — артистка хора Оперного театра, двоюродная сестра Элеонора — режиссёр и театральный деятель. Окончила Государственный институт театрального искусства им. Луначарского (1968, педагог — Б. А. Покровский).
С 1968 года работала в Новосибирском театре музыкальной комедии.
Профессор кафедры музыкального театра Новосибирской консерватории (Академии) имени М. И. Глинки.
Скончалась 11 февраля 2025 года в возрасте 83 лет в Новосибирске.

## Личная жизнь

### Семья
- Дядя — художник Иван Васильевич Титков (1905—1993), народный художник РСФСР.[4]
  - Двоюродная сестра — театральный режиссёр и педагог Элеонора Ивановна Титкова (1937—2016), заслуженный деятель искусств России.
- Отец — художник Василий Васильевич Титков (1907—1977), член Союза художников СССР[5].
- Мать — Мария Критовна Титкова (1910—1986), этническая немка из Поволжья, домохозяйка.
  - Старшая сестра — художница Врубелина Васильевна Титкова (1930—2004).
  - Средняя сестра — певица Римма Васильевна Титкова, выступала в хоре Новосибирского оперного театра.
  - Брат — режиссёр Сергей Васильевич Титков, возглавлял Дом актёра.
- Муж — кинооператор Сергей Давидович Чавчавадзе (1936—2021), потомок древнего грузинского княжеского рода, заслуженный деятель искусств РСФСР.

## Награды и премии
- Заслуженная артистка РСФСР (09.12.1988).
- Народная артистка России (10.03.2004).
- Театральная премия «Золотая маска» в номинации «Лучшая женская роль в оперетте/мюзикле» за исполнение роли графини Данковой в оперетте И. Кальмана «Граф Люксембург» (2002).
- Трижды лауреат премии «Парадиз» Новосибирского СТД за лучшую роль сезона.
- Премия «Человек года» мэрии Новосибирска «За большой вклад в развитие музыкальной культуры города» (2003).
- Имя актрисы вписано в «Золотую книгу Новосибирской области».

## Театральные работы
- «Лев Гурыч Синичкин» — Сурмилова
- «Летучая мышь» — Адель
- «Мадам Фавар» — Жюстина
- «Весёлая вдова» — Валентина, Додо
- «Марица» И. Кальмана — Цецилия
- «Фиалка Монмартра» — Нинон, мадам Арно
- «День чудесных обманов» Т. Хренникова — Доротея
- «Дорогая Памела» — Памела
- «Биндюжник и Король» — Нехама
- «Мистер Икс» И. Кальмана — Каролина
- «Свадьба Кречинского» А. Колкера — Атуева
- «Сильва» И. Кальмана — Юлиана, княгиня Воляпюк
- «Дамы и гусары» — Аргонова
- «Женитьба Бальзаминова» — сваха Красавина
- «Голландочка» — Зелина
- «Ханума» — Ануш
- «Гадюка» — Бизикович
- «Граф Люксембург» — графиня Данкова

## Фильмография
1. 1985 — Тайга (короткометражный)